# Velebit
Velebit is een gebergte in het midden van Kroatië, langs de Dalmatische kust van de Adriatische Zee.
Het massief loopt van het Noordwesten nabij Senj tot 145 km Zuidwestelijker bij de bron van de rivier Zrmanja.

## Klimaat
Het klimaatverschil tussen de zee- en landkant is groot. Aan de zeekant heerst een droog Mediterraan weertype, terwijl aan landzijde het weer veel natter is en er grote verschillen zijn tussen zomer- en wintertemperaturen.

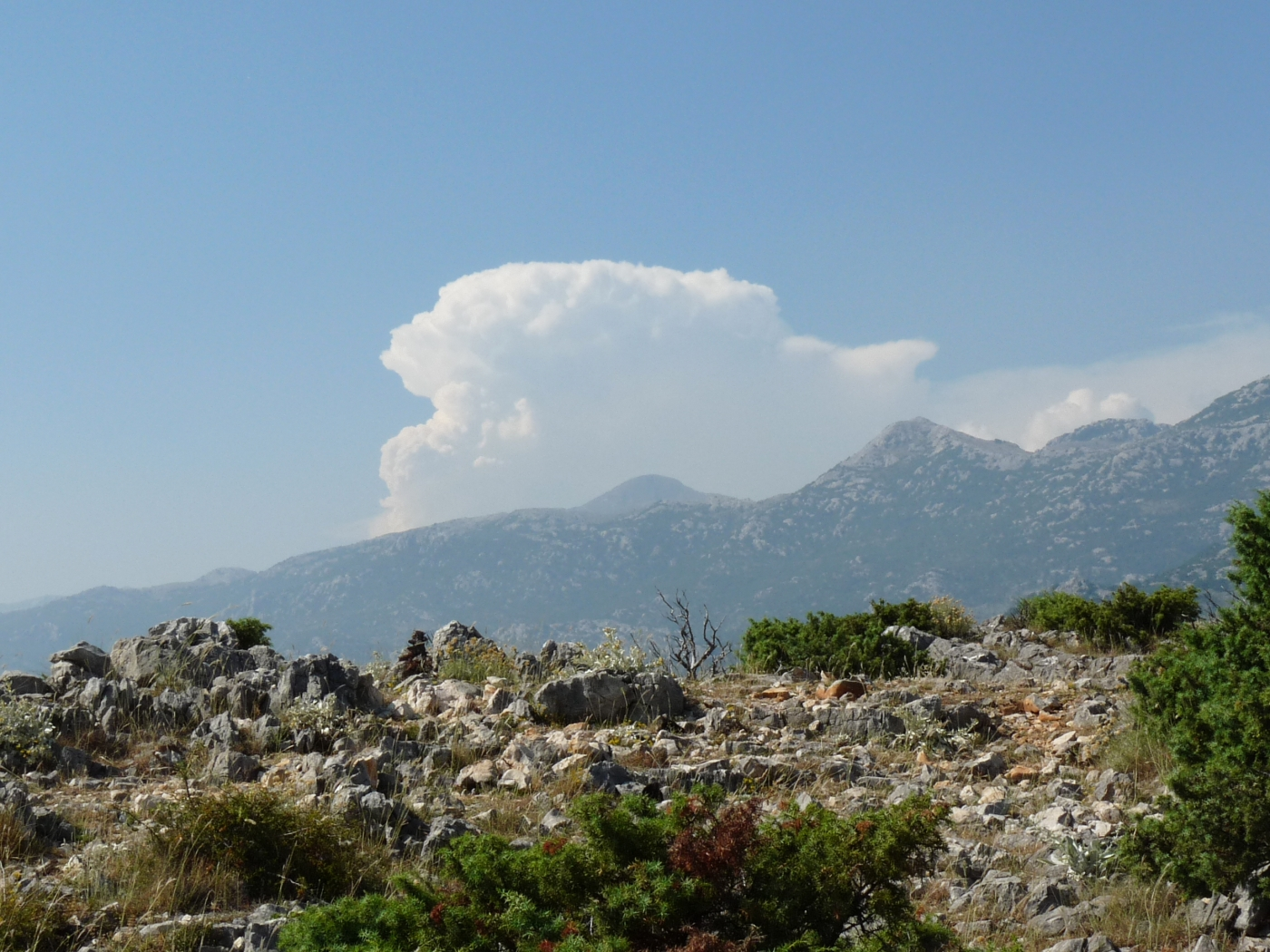
Velebit bergen in Kroatië, met een cumulonimbus-wolk.

 Bij het weerstation Zavižan (op 1594 m) is de gemiddelde temperatuur 3,3 °C, de hoogst gemeten temperatuur +28 °C, en de laagste -29 °C, gemeten sinds 1953.

## Geologie
Het Velebitgebergte is zowel aan de oppervlakte als in de ondergrond een karstgebied, waardoor veel grotten en ondergrondse rivieren voorkomen. Het gebied is onderdeel van de Dinarische Alpen, en is ontstaan doordat de Adriatische Plaat is overschoven door de Euraziatische plaat.
In het noordelijk gedeelte bevinden zich twee ijsgrotten, Ledena jama en Vukušić snježnica. Wetenschappelijk onderzoek laat een afname van het ijs sinds de jaren zestig zien, maar deze afname is afgevlakt sinds de jaren negentig.
De Lukina jama–Trojama grot, ontdekt in 1992 is de diepste grot van Kroatië (-1421 m).

## Geografie
70 toppen binnen het Velebit-gebergte komen uit boven de 1600 m. De hoogste top is de Vaganski Vrh op 1757 m.
De belangrijkste pas door Velebit is de Stara Vrata (oude deur), op 927 m.

## Geschiedenis
In het gebied zijn sporen van Romeinse wegen gevonden. Recent archeologisch onderzoek suggereert ook het voorkomen van prehistorische heuvelforten.
Twee delen zijn Nationale parken, Nationaal Park Paklenica sinds 1949 en Nationaal Park Noordelijke Velebit sinds 1999. In het gebied loopt ook een project voor natuurherstel van Rewilding Europe.